# St. Maria (Schweinsteig)

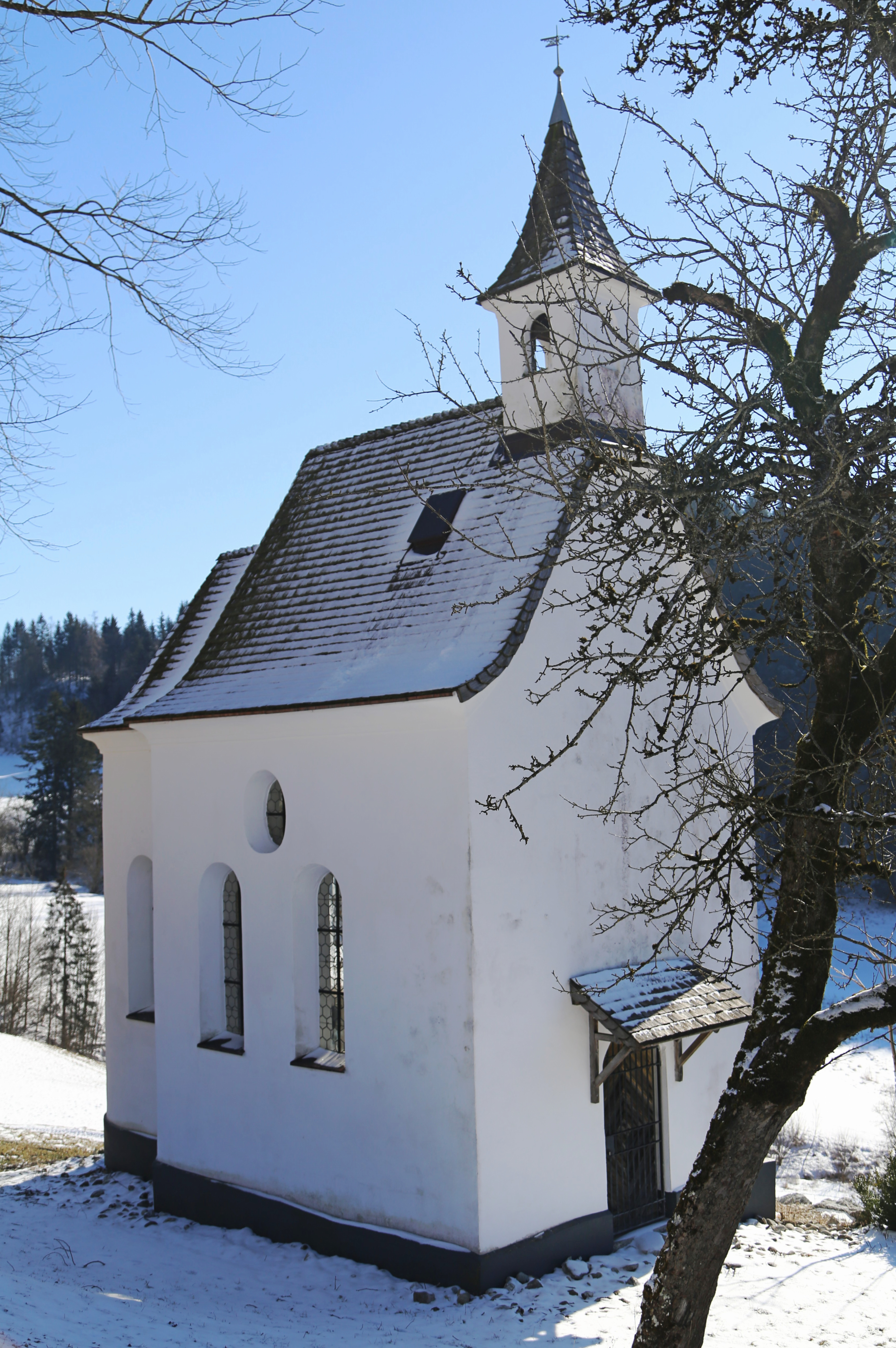
Hofkapelle St. Maria in Schweinsteig

Die Kapelle St. Maria in Schweinsteig ist eine ungewöhnlich stattliche und reich ausgestattete Hofkapelle aus der Rokokozeit. Die aus zwei Höfen bestehende Einöde Schweinsteig liegt oberhalb der Tatzelwurmstraße im westlichen voralpinen Bereich der oberbayerischen Gemeinde Oberaudorf (Landkreis Rosenheim).

## Geschichte

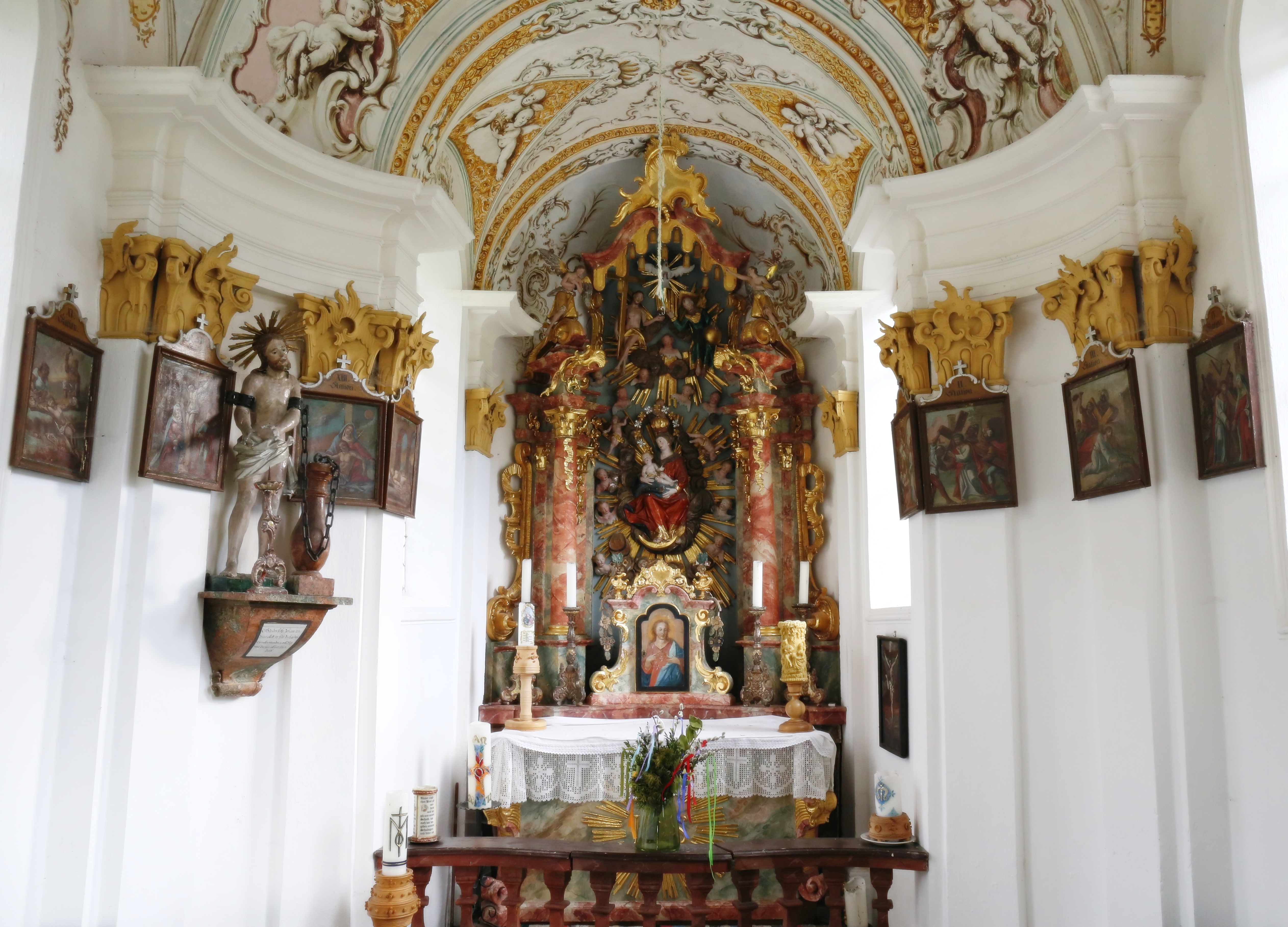
Innenansicht mit Blick zum Altar

Das zu Schweinsteig 1 gehörende Baudenkmal wurde 1770/71 wohl von Johann Achleitner im Auftrag der verwitweten Bäuerin Sarah Schweinsteiger errichtet. Der Sakralbau wurde nach der Jahrtausendwende umfassend renoviert.

## Beschreibung

Altar

Die Hofkapelle ist ein hochaufragender Bau mit niedrigem westlichen Dachreiter und einem stark eingezogenen Chor. Die innere Raumgestaltung mit einer mittigen Langhauskuppel ist außen nicht ersichtlich. Im Inneren ist das Langhaus etwas länger als breit, besitzt im Westen und Osten abgerundete Ecken. Zusätzlich zum Chorbogen schließt der Chor mit einer Chorschranke zum Langhaus ab. 
Die bedeutendste Ausschmückung der Kapelle stellt die reiche Freskierung des gesamten Gewölbes und der oberen Wandflächen dar. Diese werden dem aus Südtirol eingewanderten Kunstmaler Peter Troger zugeordnet. Im Chor sind von Wolken umgebene Putten dargestellt, das Kuppelfresko zeigt eine Darstellung der Himmelfahrt Mariens, umgeben von den vier Evangelisten in Rocaillekartuschen an den abgerundeten Ecken. Das großflächige Wandfresko über dem Portal an der Westwand stellt Maria mit den Heiligen Florian und Leonhard als Beschützer von Schweinsteig dar.
Der detailreiche Rokoko-Altar stammt wie der Freskenschmuck aus der Erbauungszeit. In der Mitte des mit seitlichen umlaufenden Rocaillen und bekrönendem Baldachin verzierten Altars ist eine von Putten und einem Strahlenkranz umgebene, auf Wolken sitzende Madonna mit Kind platziert. Darüber ist die Heilige Dreifaltigkeit zu sehen. Am Nordosteck des Langhauses steht auf einer Konsole, von Kreuzwegbildern umgeben, eine Kopie des Wieskirch-Gnadenbilds aus der zweiten Hälfte des 18. Jahrhunderts. Der schon erwähnte Kreuzweg stammt aus dem Jahr 1770. 

Fresken am Chorbogen und im Chor
Kuppelfresko
Fresken oberhalb des Portals